# جيمي غيلمور
جيمي غيلمور (بالإنجليزية: Jimmy Gilmour)‏ هو لاعب كرة قدم بريطاني، ولد في 17 ديسمبر 1961 في بلزهيل ‏ في المملكة المتحدة. لعب مع بونيس يونايتد ونادي بارتيك ثيسل ونادي دمبرتون ونادي فالكيرك ونادي كيلمارنوك.